# Чемпионат мира по фехтованию 1988
Всемирные состязания по фехтованию в 1988 году прошли в Орлеане (Франция). Международная федерация фехтования решила ввести новый вид состязаний по фехтованию — индивидуальные и командные соревнования по фехтованию на шпагах среди женщин. В связи с тем, что они ещё не были включены в официальную программу, в официальных документах первенство 1988 года называлось не «чемпионатом», а «состязанием»; соревнования по классическим фехтовальным дисциплинам в 1988 году прошли в рамках Олимпийских игр в Сеуле.

## Общий медальный зачёт
| Место | Страна  | Золото | Серебро | Бронза | Всего |
| ----- | ------- | ------ | ------- | ------ | ----- |
| 1     | Франция | 1      | 2       | 0      | 3     |
| 2     | ФРГ     | 1      | 0       | 0      | 1     |
| 3     | Италия  | 0      | 0       | 1      | 1     |
| 3     | Швеция  | 0      | 0       | 1      | 1     |

## Медалисты

### Женщины
| Дисциплина                 | Золото                                                                          | Серебро                                                                                | Бронза                                                                                          |
| -------------------------- | ------------------------------------------------------------------------------- | -------------------------------------------------------------------------------------- | ----------------------------------------------------------------------------------------------- |
| Шпага Личное первенство    | Брижитт Бенон                                                                   | Софи Морессе                                                                           | Нинни Эглен                                                                                     |
| Шпага Командное первенство | ФРГ Эва-Мария Иттнер Забине Крапф Ренате Рибандт-Каспар Уте Шепер Кармен Энгерт | Франция · Валери Дево · Натали Девийе · Софи Морессе · Жаклин Роденбаш · Брижитт Бенон | Италия · Саба Амендолара · Алессандра Англезио · Чечилия Сальвиоли · Элиза Уга · Натали Веццали |